# Gare de Saint-Sauveur-le-Vicomte
La gare de Saint-Sauveur-le-Vicomte était une gare ferroviaire française de la ligne de Coutances à Sottevast, située à proximité du centre du Bourg de la commune de Saint-Sauveur-le-Vicomte dans le département de la Manche en région Normandie.

## Situation ferroviaire
Établie à 28 mètres d'altitude, la gare de Saint-Sauveur-le-Vicomte était située au point kilométrique (PK) 51,618 de la ligne de Coutances à Sottevast, entre les gares de Saint-Sauveur-de-Pierrepont et de Néhou. 

## Service des voyageurs
Gare fermée et désaffectée.

## Après le ferroviaire
Les anciennes voies passant notamment à St Sauveur Le Vicomte ont été transformées en un chemin de promenade pour les piétons et cycliste notamment, étendu de Cherbourg jusqu’au Mont St Michel